# 宫声凯
宫声凯（1956年7月—），中国材料学家，北京航空航天大学材料科学与工程学院教授，中国工程院院士。

## 生平
1982年毕业于东北工学院（现东北大学）。1988年获日本东京工业大学博士学位。